# Anders Nygren
Anders Theodor Samuel Nygren var en svensk teolog. Han blev født 15. november 1890 i Göteborg og døde 20. oktober 1978 i Lund. Han var biskop i Lunds stift 1949–1958. Hans hovedværk var Eros og agape (1930 og 1936). 

## Biografi
Anders Nygren var søn af rektor Samuel Nygren og Anna Maria Lundström. Han var den tredje af fire brødre, som alle blev præster. Påvirkningen fra hjemmet og en regelmæssig kirkegang førte ham til lutheranismen og Martin Luthers lære. Efter faderens død i 1906 flyttede familien til Lund. 
Nygren studerede ved det teologiske fakultet ved Lunds Universitet og blev teologisk kandidat i 1912. I årene 1912–1920 var han hjælpepræst i Ölmevalla sogn. Mens han var præst, fordybede han sig i filosofi og systematisk teologi. Han studerede Immanuel Kant og Friedrich Schleiermacher. I den hensigt at få en dybere forståelse af disse filosoffer rejste han til Tyskland. 
I 1921 fik Nygren den teologiske licentiatgrad. Kort tid derefter forsvarede han sin afhandling Religiøst apriori og blev docent. Derefter fulgte flere vigtige afhandlinger, der behandlede etiske og dogmatiske spørgsmål. I 1923 fik han doktorgraden, og i 1924 blev han professor i systematisk teologi ved Lunds Universitet.
Nygren skrev blandt andet Det bestående i kristendommen (1922), Filosofisk og kristen etik (1923) og Etiske grundspørgsmål (1926). Sammen med teologer som Gustaf Aulén and Ragnar Bring lagde han grunden til ”Lund-teologien”, en antiidealistisk teologisk retning, der gjorde op med den liberale teologi, og som interesserede sig for at finde kristendommens egenart.
Under 2. Verdenskrig deltog Nygren i den internationale debat om forholdet mellem kristendom og nazisme. Fra 1947 til 1952 var han præsident for Det Lutherske Verdensforbund. I 1949 blev han biskop i Lund og fik dermed mulighed for at bruge sine teorier i praksis. Han gik på pension i 1958. Trods sygdom deltog han i sine sidste år i den teologiske og filosofiske debat. Blandt andet var han aktiv i debatten om tro og viden, som påbegyndtes af filosoffen Ingemar Hedenius. 

## Eros og agape
I 1930 udkom første del af Nygrens hovedværk Eros og Agape. Værket var et resultat af grundige studier i antik græsk filosofi og tidlig kristendom. Anden del udkom i 1936.  
Den centrale tese i værket er, at kristen etik har et unikt indhold. Den får sit særpræg af mødet med Guds fuldkomne kærlighed til menneskene.  Den kristne kærlighedstanke har ifølge Nygren et andet indhold end den kærlighedstanke, der optræder i klassisk græsk filosofi, f.eks. hos Platon. 
”Eros” og ”agape” er to græske ord, der begge betyder ”kærlighed”. Men ifølge Nygren er der tale om to meget forskellige former for kærlighed. Eros er en egocentrisk og begærbaseret form for kærlighed. Når man elsker ud af eros, elsker man ud af egeninteresse. Man elsker for at erhverve og besidde genstanden for ens kærlighed. Eros-kærligheden motiveres af værdien hos den, som er kærlighedens genstand. Men det er ikke en rigtig kærlighed. Eros trækker os væk fra Gud, siger Nygren.
Agape, den særlige kristne næstekærlighed, er derimod af en anden art. Den er spontan og umotiveret. Agape-kærligheden er præget af en givende omsorg for andre. Den, der elsker med agape, ser helt bort fra sit eget bedste og elsker andre for deres egen skyld, ofte på bekostning af sin egen interesse og lykke. Agape er baseret på Guds ubetingede kærlighed til alle skabninger, siger Nygren. Den motiveres ikke af den elskedes værdi, men skaber i stedet en værdi hos den elskede. Jævnfør Søren Kierkegaards ord: ”Den kærlige forudsætter, at kærligheden er i det andet menneskes hjerte, og just ved denne forudsætning bygger han kærligheden i ham op – fra grunden af, for så vidt han jo kærligt forudsætter den i Grunden.” 